# ソンティ・ブンヤラットカリン
ソンティ・ブンヤラットカリン （タイ語: พลเอกสนธิ บุญยรัตกลิน、 1946年10月2日（78歳））は、タイの軍人（陸軍大将）。タイ軍事クーデターの指導者。シャイフ・アフマド・クーミーの子孫と言われており、シーア派のムスリムである。

## 経歴

### 軍人時代
ソンティは1969年にチュラチョームクラオ陸軍士官学校を卒業し、陸軍歩兵部隊に配属された。その後第一特殊作戦師団師団長などを務め、順調に昇進し、2005年10月には陸軍の総司令官に任命された。仏教徒が多数をしめるタイにおいて、陸軍総司令官にイスラム教徒が任命されたのは彼が初めてであった。

### クーデターの指導者として
タイにおいては2005年始めから、タクシン・シナワット首相の支持者と反対者との間で政争が激しさを増しつつあった。1991年に軍と市民との衝突によって多数の死傷者が出たことから、軍においては政治への介入に反対する意見が強く、ソンティも就任後に軍が政争に関わることはないと明言していた。ただし、タイ警察士官学校における同級生を軍幹部として昇進させようと試みたタクシン首相の人事に対しては強く反対をしていた。2006年に予定されていた定例人事異動はこれらの対立によって中止された。
2006年9月19日にバンコクで軍事クーデターが発生した。陸軍司令官であったソンティは、このクーデターで権力を掌握した「民主改革評議会」（後の国家治安評議会）の議長に就任した。
ソンティは各国の外交官との会見において、2週間以内に文民から首相を指名し、権力を委譲すること、同じく2週間以内に暫定憲法を制定すること、さらに文民政権により1年間以内に新憲法を制定し、総選挙を実施するとの計画を発表した。が、結局は元軍人のスラユット・チュラーノンを首相に据えた。（新憲法を制定し、総選挙を実施する計画は、スラユット政権で実現している）。ソンティは2007年9月30日に軍を退官、国家治安評議会議長も辞任し、スラユット政権の治安担当副首相に就任した。

### 政界入り
その後、政界進出を目指して大学で修士課程を学んでいたが、2009年に母国党の党首に就任し、正式に政界入りを表明した。

## 参照
1. ↑  Thai elections: Democracy delayed Asia Times Online
2. ↑  タイ 国王、クーデター容認 陸軍司令官表明 2週間内に文民首相、西日本新聞、2006/09/21
3. ↑  クーデター指揮の元司令官、タイ政界入り Newsclip 2009年11月19日